# 磯部忠正
磯部 忠正（いそべ ただまさ、1909年10月22日 - 1995年7月13日）は、日本の哲学者。

## 略歴
兵庫県生まれ。1933年東京帝国大学文学部哲学科卒。学習院大学教授、学習院院長、名誉院長・教授。
磯部俶は弟。1987年、勲二等旭日重光章受章。1995年7月13日、腹膜炎のため死去。

## 著書
- 『若い世代のための人生論 生きがいとはなにか』1965 講談社現代新書
- 『沈黙のこころ』理想社 人生論ブックス 1968
- 『「無常」の構造 幽の世界』1976 講談社現代新書
- 『日本人の信仰心』1983 講談社現代新書
- 『宗教の話』学習院広報課 学習院教養新書 1992
- 『日本人の宗教心』春秋社 1997

### 翻訳
- 『ユーベルヹーク大哲学史 第9篇　各国篇 上巻』学芸社 1933
- ハウフ『コウノトリになった王さま』長谷川露二絵 講談社 1948
- ショーペンハウエル『宗教について』創元社 哲学叢書　1948
- フィヒテ『無神論論争』創元社 哲学叢書　1948
- ショーペンハウエル『意志と表象としての世界』創元社 1949－50 のち理想社
- ハウフ原作 『はなのこびと』編著 長谷川露二絵 講談社 世界名作童話全集 1950
- K.O.シュミット『あなたの可能性』日本教文社 1961

## 注
1. 1 2  『現代物故者事典 1994～1996』（日外アソシエーツ、1997年）p.54
2. ↑  『人物物故大年表』
3. ↑  『官報』
4. ↑  『日本人の信仰心』
5. ↑  「秋の叙勲に4575人　女性が史上最高の379人」『読売新聞』1987年11月3日朝刊